# 许兆君
许兆君（1955年—），黑龙江双城人，汉族，中华人民共和国政治人物、第十一届全国人民代表大会黑龙江地区代表。中共十八大代表。

## 生平
毕业于黑龙江大学哲学专业，是中共党员。早年为双城林场知青，后担任团支部书记。1975年任省测绘局地形大队工人，团支部书记。1977年入黑龙江大学哲学系哲学专业学习，毕业后留校任教，后又入北京大学哲学系进修，回校后曾短暂任黑龙江大学哲学系教师兼政治辅导员。1983年进入黑龙江省委办公厅工作，历任综合处科员，副科级、正科级秘书，副处级、正处级秘书。1989年任肇东市委副书记兼政法委书记；1992年底调入黑龙江省经济贸易委员会，历任副厅级专职委员，副主任兼党组成员。1998年11月任佳木斯市委副书记、常务副市长；2003年6月任伊春市委副书记、市长，伊春林管局局长。2008年2月任伊春市委书记、市人大常委会主任。2008年起担任全国人大代表。2011年6月调任中共鸡西市委书记，同年7月兼任市人大常委会主任。2012年11月作为代表参加中共十八大。2013年9月11日，被免去鸡西市委书记、常委、委员，市人大常委会主任职务。后被贬任黑龙江省政协办公厅副巡视员（副厅级）。其级别从正厅降为副厅的原因不明。
界面新闻2024年10月报道称，许兆君在2012年春节前携家人去三亚旅游，之后向鸡西市财政局局长李传良报销发票，李传良称财政困难无法报销。许兆君动了双规李传良的念头，开始调查李传良；李传良获知信息后，也开始搜集许兆君违法的证据，并向纪委举报其违法报销发票。后来两人握手言和，李传良升任副市长。
2014年8月17日，因涉嫌严重违纪违法，接受组织调查。2014年11月，中国共产党黑龙江省第十一届委员会第五次全体会议确认给予许兆君留党察看一年的处分，依据规定撤销其省委委员职务。2015年2月10日，黑龙江省纪委网站宣称许兆君因在伊春市市长、市委书记及鸡西市委书记任内，利用职务便利收受贿赂、接受礼金、为亲属谋取私利、与他人通奸、非法持有枪支。因此决定将许兆君开除党籍、开除公职；收缴其违纪所得；将其涉嫌犯罪问题及线索移送司法机关处理。2017年9月5日，他因受贿罪、巨额财产来源不明罪二罪并罚获刑14年，因其未上诉，全案定谳，他随即进入佳木斯监狱服刑；2021年1月减刑5个月。